# Zastava Danske
Zastava Danske, poznata i kao Dannebrog, crvene je boje s bijelim križem koji spaja sve četiri strane zastave. Okomiti dio križa je pri lijevoj strani. Ovaj dizajn danske zastave je prihvaćen i u drugim skandinavskim zemljama: Švedskoj, Norveškoj, Finskoj i Islandu. Za vrijeme Dansko-norveške Unije, Dannebrog je bila i zastava Norveške, s malim promjenama, sve dok Norveška nije prihvatila svoju sadašnju zastavu 1821. godine.
Dannebrog je najstarija državna zastava još uvijek u upotrebi, čak iz 14. stoljeća.

## Vanjske poveznice
- Flags of the World (engl.)